# 蒙斯维莱尔
蒙斯维莱尔（法語：Monswiller，发音：[mɔ̃svilɛʁ] 或 [mɔnsviləʁ]）是法国下莱茵省的一个市镇，属于萨韦尔讷区和萨韦尔讷县（Saverne）。该市镇总面积4.72平方公里，2009年时的人口为2164人。

## 人口
蒙斯维莱尔人口变化图示